# جيمس ب. كونولي
جيمس ب. كونولي (بالإنجليزية: James P. Connolly)‏ كوميدي ومضيف تلفزيوني / إذاعي أمريكي معروف بظهوره المتكرر في البرنامج الوطني بوب وتوم راديو شو ومستضيف سابق لبرنامج هواجس فيلم على قناة في إتش 1 ومستضيف برنامج من نحن الأقوياء. في عام 2002 تم اختيار كونولي لجائزة البطل الكوميدي الكبير على في عرض المواهب التلفزيونية الذي استضافه إد ماكماهون. يعتبر أحد أكثر الكوميديين إذاعة على شبكة قنوات سيريوس إكس إم القابضة ويتم التعاقد معه لاستضافة الأحداث العالمية. أسلوب كونولي الصوتي الذي يتميز بالذكاء والهزلي والناعم يشبه إلى حد كبير الكوميدي ستيف مارتن.
بعد الكلية كان كونولي متمركز في معسكر بندليتون ورقي إلى رتبة نقيب بحري وشارك في عملية درع الصحراء وعملية عاصفة الصحراء. هناك كلفه قائده لكتابة النكات عن الضباط والتي من خلالها بدأ كونولي حياته الكوميدية.

## روابط خارجية
- جيمس ب. كونولي على موقع IMDb (الإنجليزية)